# Bus Driver
Bus Driver – komputerowa gra zręcznościowa stworzona przez firmę SCS Software, pozwalająca wcielić się w kierowcę różnego rodzaju autobusów (miejskich, dalekobieżnych, piętrowych, więziennych). Gracz musi mieć na względzie bezpieczeństwo na drodze, bezpieczeństwo i wygodę pasażerów oraz przepisy ruchu drogowego.
Dystrybutorem polskiej wersji gry jest firma TopWare Interactive. Premiera odbyła się 28 marca 2007 roku.

## Cechy charakterystyczne
- ruch drogowy sterowany przez AI
- 12 typów autobusów
- cykl dobowy
- konieczność trzymania się rozkładu jazdy